# Heiko Brunken
Heiko Brunken ist ein deutscher Biologe und ehemaliger Professor für Ökologie und Naturschutz an der Hochschule Bremen.

## Werdegang
Heiko Brunken studierte Biologie an der Technischen Universität Braunschweig und promovierte dort 1988 zum Thema „Ausbreitungsdynamik von Noemacheilus barbatulus (Linnaeus, 1758)“. Anschließend arbeitete er dort auf dem Gebiet Fließgewässer- und Fischökologie in der Lehre und gründete die Arbeitsgruppe Fischökologie an der TU Braunschweig.
Anschließend sammelte er wissenschaftliche und berufspraktische Erfahrungen am Forschungsinstitut Senckenberg, in Frankfurt am Main (Sektion Ichthyologie II bei Lelek), in der Umweltverwaltung des Landkreises Helmstedt und der Stadt Königslutter am Elm. Er arbeitet auch im Umweltconsulting (Flussgebietsmanagement, Gewässerrenaturierung) bei F&N UmweltConsult, Hannover. Des Weiteren betrieb er Umweltbildung und war als Referent zum Thema Gewässerschutz und Fischökologie tätig.
Von 2000 bis zum Eintritt in den Ruhestand 2021 war Brunken Professor für Ökologie und Naturschutz an der Hochschule Bremen und lehrte vornehmlich im Internationalen Studiengang Technische und Angewandte Biologie (ISTAB) (BSc und MSc). Er lehrte an der brasilianischen Universität UFPE zum Thema Biogeographie und unterstützt Umweltbildungsprojekte im Bereich Gewässerschutz.

## Wissenschaftliches Engagement
Heiko Brunken ist Gründungsmitglied der Gesellschaft für Ichthyologie e.V. (GfI). Er initiierte das Projekt „Digitaler Fischartenatlas von Deutschland und Österreich“ und ist Begründer der „Tagungen der Gesellschaft für Ichthyologie e.V. (GfI)“ als Fortführung der Symposien für Ökologie, Ethologie und Systematik der Fische.
Er setzt sich für Kooperationen mit Universitäten und Institutionen in Nordostbrasilien ein, speziell im Bundesstaat Pernambuco. Er arbeitet mit an der Kartierung und Dokumentation der Fischbiodiversität von Pernambuco gemeinsam mit den Universitäten UFRPE, UFPE und UPE in Recife sowie dem dortigen staatlichen Umweltamt CPRH.